# Cotton Green
Cotton Green was een Friese groep, die een mix speelde van folk, bluegrass, akoestische rock en eigen werk. De band was actief van 1992 tot 2003.

## Geschiedenis

### Eerste jaren
Cotton Green koos voor akoestische muziek op een moment dat sampler en sequencer de muziekscene domineerden en het absoluut geen trend was om 'unplugged' muziek te maken.
"Als je naar onze instrumenten kijkt,' zegt Wander, 'dan zie je een bluegrass-, country-, of folkband, ook vanwege de meerstemmige zang. Onze muziek is alleen net even anders. Wij mixen eigenlijk al die invloeden en zo ontstaat het Cotton Greengeluid. Daar zit ook wat sixties en seventies rock in, een beetje blues en eigen werk."
"We hadden toegezegd dat we zouden optreden tijdens een festival in Drachten,' vertelt Wyger. 'Dat was in '92. We hebben toen heel simpel gekeken naar de instrumenten die we in huis hadden en daar vervolgens een muziekstijl bij gezocht die ons aanspreekt en waarmee we qua capaciteiten uit de voeten konden."
In de daarop volgende jaren speelde Cotton Green in het voorprogramma van o.a.The Jayhawks, Golden Earring, Normaal en The Brando's, verzorgden live-optredens voor de BBC, Omrop Fryslân, RTV Noord, VPRO en lokale radiostations. Hiermee bouwden ze een live-reputatie op bij podia en festivals. Drie keer maakte de band een tournee door Ierland.
Het succesvolle optreden in het voorprogramma van the Jayhawks in juni '93 resulteert in een contract voor het maken van een CD bij Universe, een sublabel van EMI/Virgin. Er verschenen 2 CD's: 'Eddy Was Right' in '94, en 'Totem' in '95.

### Nieuwe bezetting
September 1999 besluit groepslid van het eerste uur, Wilt Dijk de band te verlaten. Klaas Akkermans, onder andere bekend van de bands ‘Tinseltown Rebellion’ en ‘Poldermodel’, neemt zijn plaats in. Tijdens de voorbereiding van de derde CD ‘Nobody Knows’ in 2002 voegt violiste Gerdien Leguit zich bij de groep.

### Einde
Begin 2003 blijkt dat andere activiteiten steeds meer aandacht van de bandleden gaan vragen, en wordt besloten de band op te heffen. Na twee uitverkochte afscheidsconcerten in oktober dat jaar gaat ieder zijns weg.
Wyger Smits en Wander van Duin duiken later op in de groepen Dixie Doodle en Hollewaai. Wander speelt ook in verschillende andere bands als Paddy's Day Off, Kentucky Snake Oil, en als begeleider van onder andere Gurbe Douwstra en Gerbrich van Dekken. Klaas Akkermans overlijdt onverwachts in 2007. Wilt Dijk speelt als bassist in de folkgroep Irish Stew.

## Bezetting
1e bezetting (1992 - 1999)
- Wilt Dijk: contrabas, zang

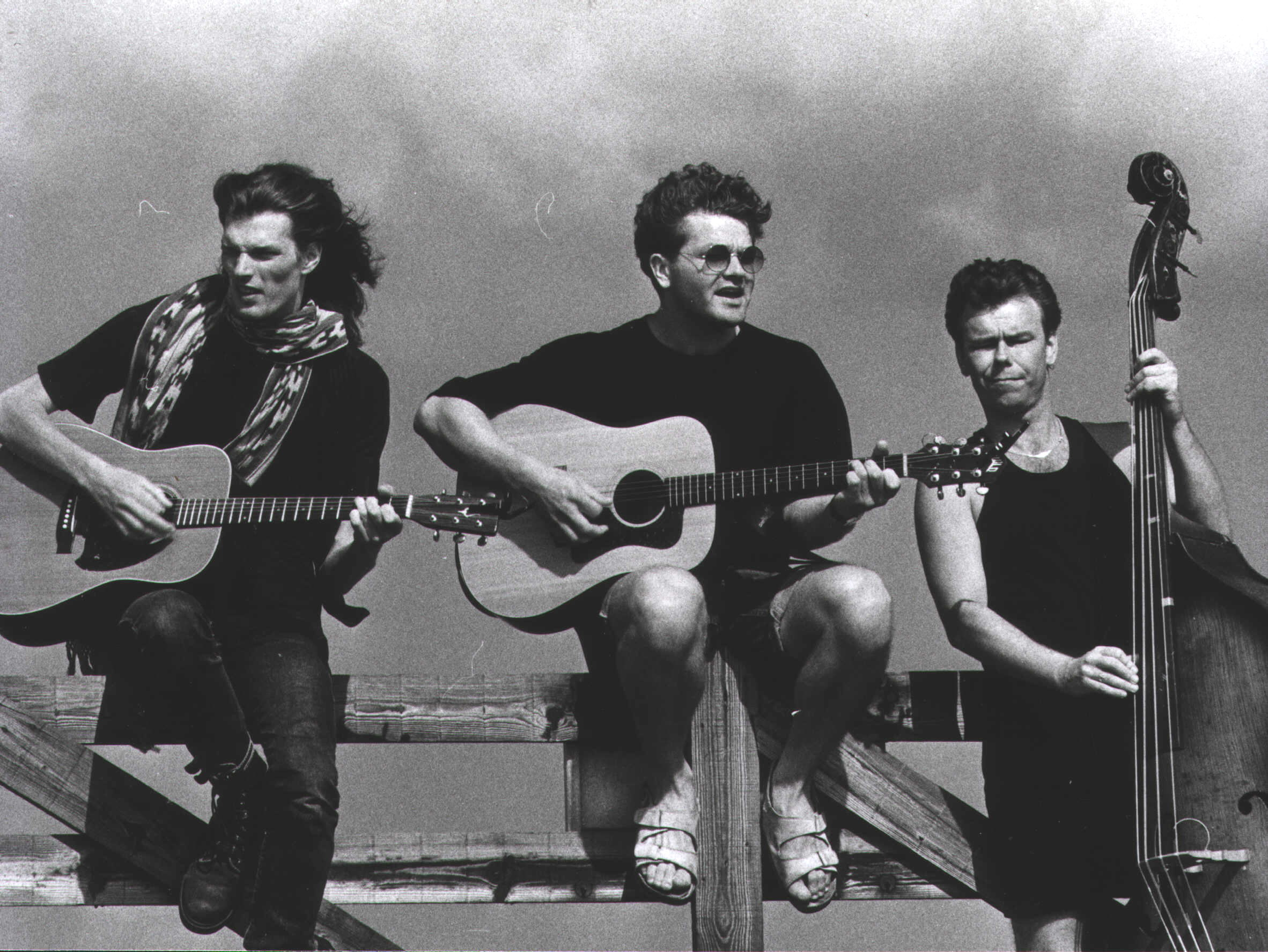

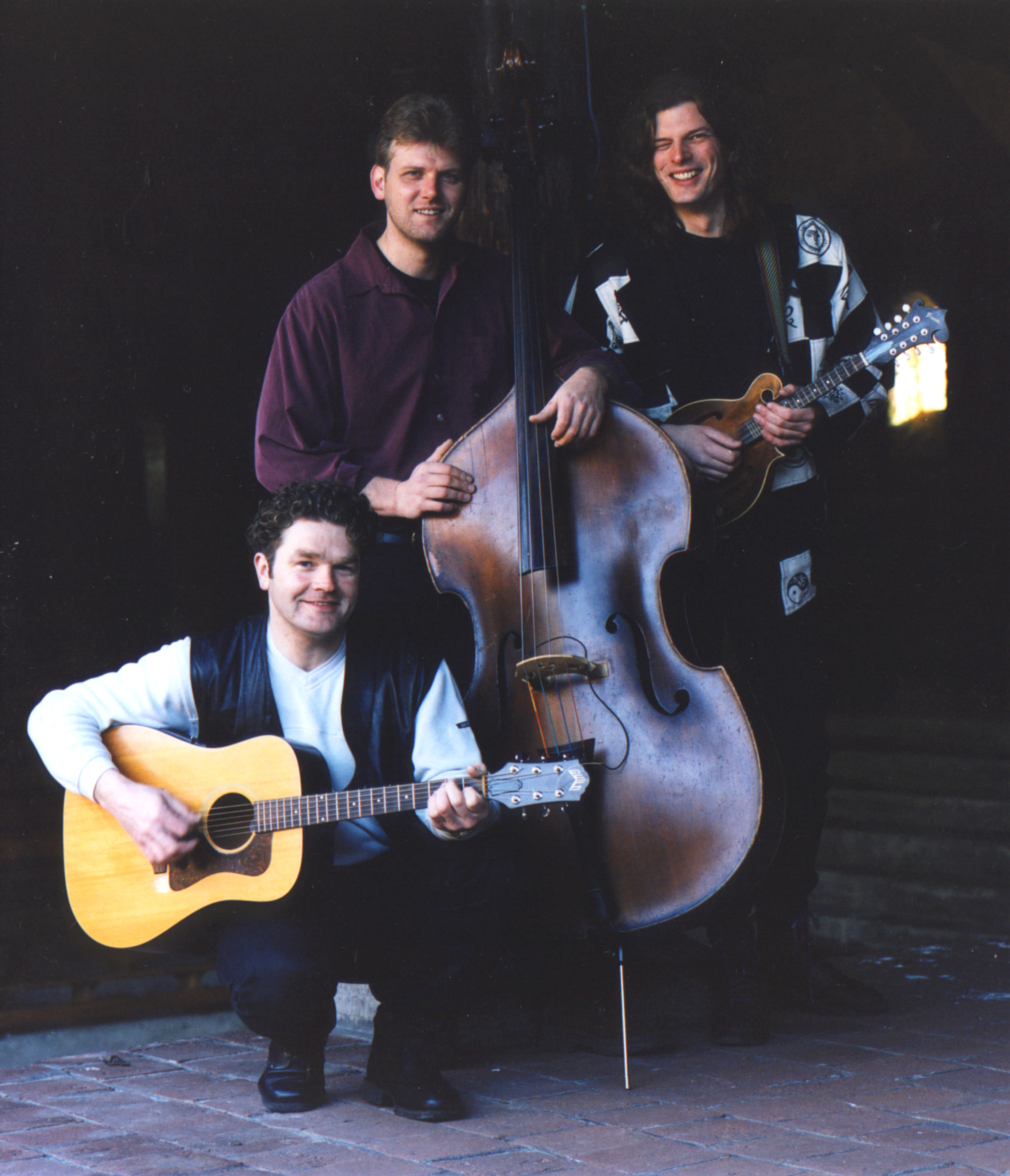

- Wander Van Duin: zang, gitaar, banjo, mandoline
- Wyger Smits: zang, gitaar, mondharmonica, percussie

2e bezetting (1999 - 2002)
- Klaas Akkermans: contrabas, zang
- Wander Van Duin: zang, gitaar, banjo, mandoline
- Wyger Smits: zang, gitaar, mondharmonica, percussie

3e bezetting (2002 - 2003)
- Klaas Akkermans: contrabas, zang
- Wander Van Duin: zang, gitaar, banjo, mandoline
- Gerdien Leguijt: viool, zang
- Wyger Smits: zang, gitaar, mondharmonica, percussie

## Discografie
cd's
- 1994, Eddy Was Right (Universe)
- 1995, Totem (Universe)
- 2002, Nobody Knows (eigen beheer)
- 2002, Fryslân Muzyklân 3 (Marista) 1 track: Swalker